# Dia Internacional dos Migrantes
Em 18 de dezembro de 1990, a Assembleia Geral das Nações Unidas adotou uma resolução sobre a Convenção Internacional sobre a Proteção dos Direitos de Todos os Trabalhadores Migrantes e Membros de Suas Famílias.
A cada ano, em 18 de dezembro, as Nações Unidas (ONU), por meio da organização da ONU para as Migrações (Migração das Nações Unidas), usam o Dia Internacional dos Migrantes para destacar as contribuições dos cerca de 272 milhões de migrantes, incluindo mais de 41 milhões de pessoas deslocadas internamente (IDPs) e os desafios que enfrentam.
Este evento global, apoiado por eventos organizados pelos quase 500 escritórios e subescritórios da IOM nos países, além de parceiros governamentais, internacionais e da sociedade civil nacional, examina uma ampla gama de temas de migração, tais como a coesão social, dignidade, exploração e solidariedade, para defender a migração guiada pelo princípio de que essa migração humana e ordenada beneficia os migrantes e a sociedade.